# Carol Rodland
Carol Rodland ist eine US-amerikanische Bratschistin und Hochschullehrerin.
Rodland studierte an der Juilliard School bei Karen Tuttle und absolvierte an der Musikhochschule Freiburg ein Aufbaustudium bei Kim Kashkashian. Sie debütierte als Jugendliche mit dem Philadelphia Orchestra als Solistin  und gewann Erste Preise bei der Washington International Competition, den Artists International Auditions und der Juilliard Concerto Competition sowie den Universal Editions Prize bei der Lionel Tertis International Viola Competition. Sie unterrichtete an der Arizona State University, der Hochschule für Musik Hanns Eisler Berlin, am New England Conservatory (wo sie 2005 mit dem Louis and Adrienne Krasner Award for Excellence in Teaching geehrt wurde) und an der Eastman School of Music und ist Professorin für Viola und Kammermusik an der Juilliard School. Daneben gab sie Meisterklassen u. a. an Hochschulen in den USA, Deutschland, Großbritannien, Norwegen und Israel.
Als Kammermusikerin tritt Rodland regelmäßig mit ihrer Schwester, der Organistin Catherine Rodland als Rodland Duo, mit den Pianisten Marcantonio Barone und Tatevik Mokatsian und dem Cellisten Scott Kluksdahl auf, nimmt regelmäßig am Portland Chamber Music Festival und am Halcyon Music Festival teil und war 20 Jahre lang Mitglied der Craftsbury Chamber Players. In jüngerer Zeit trat sie mit der Boston Chamber Music Society, dem Henschel Quartet und bei den Central Chamber Music Series, bei den Musikfestspielen Saar und den Schwetzinger Festspielen, beim Killington Music Festival, dem Chautauqua Music Festival und beim Green Mountain Chamber Music Festival auf.
Rodlands besonderes Interesse gilt der Neuen Musik. Sie erteilte Kompositionsaufträge u. a. an Kenji Bunch, Dan Coleman, Adolphus Hailstork, David Liptak, Christopher Theofanidis und Augusta Read Thomas, deren Werke sie aufnahm und teils uraufführte. 2009 gründete sie If Music Be the Food..., eine Reihe von Benefizkonzerten zu Gunsten der Bedürftigen in den Orten, wo die jeweiligen Konzerte stattfinden.